# Salice Salentino bianco
Il Salice Salentino bianco è un vino DOC la cui produzione è consentita nelle province di Brindisi e Lecce.

## Caratteristiche organolettiche
- colore: giallo paglierino tenue anche con riflessi verdolini.
- odore: delicato e gradevolmente fruttato se giovane.
- sapore: asciutto, vivace frizzante e caratteristico.

## Produzione
Provincia, stagione, volume in ettolitri
- Brindisi  (1995/96)  214,13
- Brindisi  (1996/97)  116,9
- Lecce  (1991/92)  212,0
- Lecce  (1992/93)  1689,38
- Lecce  (1993/94)  405,59
- Lecce  (1994/95)  524,09
- Lecce  (1995/96)  2169,58
- Lecce  (1996/97)  4096,47